# Bitgovec
Bitgovec je potok, ki izvira na pobočjih gore Stol in se kot desni pritok izliva v potok Završnica, ta pa se v bližini naselja Moste v občini Žirovnica kot levi pritok izliva v reko Savo.